# Carrier-less Amplitude/Phase Modulation
Carrierless Amplitude/Phase Modulation (CAP) ist ein Leitungscode und nicht standardisierte Variation der Quadraturamplitudenmodulation (QAM) für die Übertragung im Basisband von digitalen Signalen auf leitungsgebundenen Übertragungsstrecken wie beispielsweise Teilnehmeranschlussleitungen.

## Funktion

Prinzipaufbau eines CAP-Senders und CAP-Empfängers

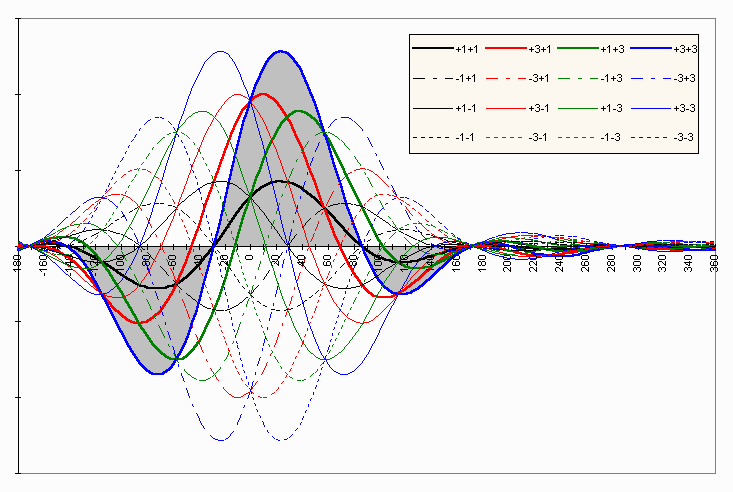
Darstellung von CAP16 im Zeitbereich. Als Beispiel ist für ein Symbol die Wurzel seiner Energie als graue Fläche dargestellt.

Wenn die Bandbreite eines zu übertragenden Signals in der Größenordnung der Trägerfrequenz liegt, dies ist typischerweise bei Übertragung im Basisband erfüllt, ist es möglich die bei der Quadraturamplitudenmodulation (QAM) zwingend notwendige multiplikative Mischstufe zur Frequenzumsetzung vom Basisband in den Trägerfrequenzbereich zu vermeiden. Stattdessen wird das Bandpasssignal in Basisbandlage im bei CAP erweiterten Pulsformungsfilter erzeugt, in dem der Trägeranteil in die Filterübertragungsfunktion integriert wird. Da dabei kein Träger zur Frequenzumsetzung vorliegt, wird dieses Modulationsverfahren als carrierless (dt. trägerlos) bezeichnet.
Ein CAP-Sender wird wie in nebenstehender vereinfachter Skizze dargestellt, durch die zwei Pulsformungsfilter für die komplexe Basisbandsignalfolge (Ak und Bk) für den I und Q-Anteile gebildet. Die beiden zugeführten Basisbandsignalefolgen werden in der englischsprachigen Literatur auch als I für englisch In-phase component und Q für englisch Quadrature Component bezeichnet. Die beiden Pulsformungsfilter bestehen aus dem Teil der Übertragungsfunktion g(t) zur Pulsformung, üblicherweise ein Root-Raised-Cosine-Filter zur Sicherstellung einer minimalen Intersymbolinterferenz, und die orthogonal aufeinanderstehenden Trägeranteile, ausgedrückt durch je einen cos(•) und sin(•)-Term in der Filterübertragungsfunktion. Die dabei auftretenden Trägerfrequenz ωc liegt in der Größenordnung der Basisbandsignals und wird nur bei der Berechnung der Filterkoeffizienten erzeugt.
Die Übertragung vom Sender zum Empfänger erfolgt in Basisbandlage über den Übertragungskanal, was Anwendungen von CAP auf leitungsgebundene Übertragungsstrecken limitiert, und wird im rechts dargestellten Empfänger mit zwei Optimalfiltern in die beiden I und Q-Anteile aufgespalten. Nachfolgend erfolgt die diskrete Abtastung der beiden Signalanteile mittels einer Sample-and-Hold-Schaltung mit der Symbolrate T um die zeitdiskrete komplexe Empfangsfolge A' k und B' k am Ausgang zu gewinnen.
Die zu übertragenden Daten werden wie bei QAM entsprechenden „Symbole“ zugeordnet und zwischen Sender und Empfänger vereinbart, welche aus unterschiedlichen Phasenlagen und Amplituden des Basisbandsignals bestehen und sich in einem Konstellationsdiagramm darstellen lassen. So können beispielsweise bei CAP16 mit 16 unterschiedliche Symbolen pro Symbol ein Informationsgehalt von 4 Bits zeitgleich übertragen werden.

## Anwendungen
In der Anfangszeit von ADSL wurde CAP bei Breitbandzugängen über Teilnehmeranschlussleitung verwendet. Dazu wird das Frequenzband in drei Teile geteilt: Eines zwischen 0 kHz und 4 kHz für die analoge Übertragung der Sprachtelefonie (POTS), eines zwischen 25 kHz und 160 kHz für den Upstream und den Bereich zwischen 240 kHz und 1,5 MHz für den Downstream. Die Modulationstechnik von ADSL wurde durch das heute übliche und standardisierte Modulationsverfahren Discrete Multitone (DMT) abgelöst. CAP wird weiter im Bereich von ATM auf der Bitübertragungsschicht, bei meist vergleichbar niedrigen Bitraten unter rund 100 MBit/s, eingesetzt.